# Rohov (Senica)
Sekule je naseljeno mjesto u okrugu Senica u Trnavskom kraju u Slovačkoj.

## Stanovništvo
| Godina:     | 1993. | 2003.   | 2013.   | 2023.   |
| ----------- | ----- | ------- | ------- | ------- |
| Broj ljudi: | 417   | 388     | 410     | 380     |
| Razlika:    |       | -6,95 % | +5,67 % | -7,31 % |

| Godina:     | 2022. | 2023.   |
| ----------- | ----- | ------- |
| Broj ljudi: | 387   | 380     |
| Razlika:    |       | -1,80 % |

Prema podacima o broju stanovnika iz 2023. godine naselje je imalo 380 stanovnika.

## Vanjske poveznice
- Službena stranica naselja (sl.)
- Krajevi i okruzi u Slovačkoj  Arhivirana inačica izvorne stranice od 2. svibnja 2024. (Wayback Machine) (sl.)